# Mord er let
Mord er let er titlen på en roman af Agatha Christie, som blev udgivet i England i 1939 med originaltitlen Murder is Easy. I USA udkom den som Easy to Kill. Den kombinerer genrerne kriminalroman og spændingsroman.

## Plot
I denne roman falder Luke Fitzwilliam, en yngre politibetjent, der netop er vendt tilbage fra tjeneste i Indien, tilfældigt i snak med en kvinde, der fortæller, at hun er på vej til Scotland Yard for at anmelde en række mystiske dødsfald i den fiktive landsby Wichwood-under -Ashe. Da Luke kort efter erfarer, at kvinden blev dræbt af en flugtbilist, inden hun nåede frem, beslutter han at undersøge, hvad der foregår i landsbyen. Han støder på mange intriger og en del "skæve eksistenser", men spørgsmålet er, om en af disse er seriemorder.
Der foregår ikke megen egentlig opklaring, før Politiinspektør Battle ankommer sent i forløbet. Selv om Luke ikke har heldet i jagten på gerningsmanden, finder han kompensation i form af en drømmepige. 

## Anmeldelser
Anmeldere karakteriserer normalt denne roman som en god Christie, enkelte betegner den en klassiker. 

## Bearbejdelse
En TV-version, udsendt af CBS i 1982 følger bogens handling tæt. 
En episode fra 2008 i den TV- serie, hvor Miss Marple spilles af Julia McKenzie, har ikke blot ændret detektivens identitet, men også tilføjet eller fjernet flere personer, lagt nye linjer i plottet og ændret morderens motiv.  Der er ikke meget af den oprindelige Christie-stemning i denne version, som har været vist på DR1 den 30. maj 2011.

## Danske udgaver
- Carit Andersen (De trestjernede kriminalromaner); 1962 med titlen Let at myrde
- Forum Krimi (Agatha Christie, 14); 1972 med titlen Let at myrde
- Peter Asschenfeldts nye Forlag; 1999.
- Peter Asschenfeldts nye Forlag; bogklub. udgave; 1999.

## Eksterne links
- And Then There Were None at the official Agatha Christie website
- Spark Notes for novel